# Roy A. Young
Roy Archibald Young, född 17 maj 1882 i Marquette i Michigan, död 31 december 1960 i Chestnut Hill i Massachusetts, var en amerikansk bankir, företagsledare och statstjänsteman.
Han avlade inte någon examen vid något högre lärosäte utan började redan vid åtta års ålder att vara springpojke åt en lokal bank. Young blev senare anställd hos Marquette National Bank och First National Bank. År 1913 blev Young vicepresident för Citizens National Bank. Sex år senare blev han bankchef för Federal Reserve Bank of Minneapolis, en position han innehade fram tills den 4 oktober 1927 när han utsågs till att vara ordförande (centralbankschef) för USA:s centralbankssystem Federal Reserve System efter Daniel R. Crissinger. Young var på positionen fram tills den 31 augusti 1930 när han avgick och blev ersatt av Eugene I. Meyer. Dagen därpå utsågs han till att vara bankchef/president för Federal Reserve Bank of Boston, han var där fram tills den 31 mars 1942. Efteråt var han styrelseordförande för Merchants National Bank och ylletillverkaren American Woolen Company.
Den 31 december 1960 avled Young i Chestnut Hill i Massachusetts.